# Despesa pública
La despesa pública o gast públic és el conjunt de diners que necessiten les entitats públiques i/o estat per poder fer front als serveis públics o despeses corrents que té un estat o ens en qüestió. Les despeses corrents de l'estat són: pagar al personal públic, manteniment i construcció d'infraestructures, benestar social…

## La despesa pública segons els economistes clàssics
La despesa pública havia de ser mínima, referint-se a les matèrier que no podien ser exercides pel sector privat: defensa, justícia i instrucció pública indispensable. Així, era vist com un mal necessari.
Aquesta mentalitat es presentava amb les raons presentades per Adam Smith i J.B. Say que afirmaven que l'Estat (en el context de l'últim terç del segle xviii) era una organització poc eficaç per a crear riquesa, malbaratador dels recursos privant de fons a la indústria i el comerç per a la industrialització i era un bastió de privilegis per al comerç mitjançant la concessió de monopolis i l'establiment deduanes que evitaven la lliure competència.